# Communauté de communes du Massif de Haye
La communauté de communes du Massif de Haye est une ancienne communauté de communes française, qui était située dans le département de Meurthe-et-Moselle.
Elle tire son nom de la forêt de Haye.
Le 1er janvier 2013, la communauté de communes fusionne avec la Communauté de communes de la Hazelle pour former la Communauté de communes de Hazelle en Haye.

## Composition
Cette communauté de communes était composée des 4 communes suivantes :
1. Gondreville (siège)
2. Aingeray
3. Sexey-les-Bois
4. Velaine-en-Haye

## Administration
| Période                                  | Période          | Identité      | Étiquette | Qualité                            |
| ---------------------------------------- | ---------------- | ------------- | --------- | ---------------------------------- |
| Les données manquantes sont à compléter. |                  |               |           |                                    |
|                                          | 1er janvier 2013 | Marc Courtois |           | Maire de Gondreville (depuis 2001) |